# Mojisola Adekunle-Obasanjo
Mojisola Adekunle-Obasanjo (10 tháng 8 năm 1944 - 4 tháng 6 năm 2009) là một chính về hưu của quân đội Nigeria cô lập các Thánh Lễ đảng Phong trào của Nigeria vào năm 1998 và sau đó chạy cho chức tổng thống thuộc đảng Thánh Lễ Phong trào của Nigeria (MMN) vào năm 2003. Cô đã có mặt trong lá phiếu với tư cách là ứng cử viên nữ duy nhất cho cuộc bầu cử tổng thống năm 2007.
Cô cũng là vợ cũ (1991101998) của cựu Tổng thống Olusegun Obasanjo.
Adekunle-Obasanjo qua đời vào ngày Thứ Năm 4 Tháng Sáu, 2009 tại dinh thự của con gái mình trong Ikoyi Lagos sau một cơn bệnh ngắn.
Cô đã sống sót nhờ bốn (4) đứa trẻ và rất nhiều cháu.

## Sự nghiệp chính trị
Mojisola làm việc với tư cách là bác sĩ X quang với Quân đội Nigeria trong phần lớn sự nghiệp trước khi cô nghỉ hưu để tranh cử. Năm 2003, Thiếu tá Mojisola là ứng cử viên tổng thống trong cuộc bầu cử quốc gia và đảng phái. Cô đã nhận được tổng số 157.560 phiếu tương đương với 0,40% số phiếu được phê duyệt.
Cô cũng chạy trong cuộc bầu cử Nigeria năm 2007 và đã bị đánh bại.